# وليد نوار
وليد نوار سباح تونسي من مواليد 13 فيفري 1992. تحصل على ميدالية ذهبية وميدالية فضية في بطولة أفريقيا للسباحة 2010.

## مواضيع ذات صلة
- بطولة أفريقيا للسباحة 2010